# Bundesautobahn 111
De Bundesautobahn 111 (BAB111), ook wel A111 genoemd is een snelweg van 22 kilometer lang. Hij ligt in Berlijn en heeft een aansluiting met Bundesautobahn 10.
Van 1988 tot 1990 was de A111 onderdeel van de Transit-autosnelweg Hamburg - West-Berlijn. Het gedeelte in West-Berlijn (Heiligensee - Charlottenburg) was genummerd als A11. Na de Duitse hereniging werd de autosnelweg omgenummerd tot A111, zodat het nummer 11 vrij kwam voor de autosnelweg Szczecin - Berlijn.